# Нуцци, Фердинандо
Фердинандо Нуцци (итал. Ferdinando Nuzzi; 10 сентября 1645, Орте, Папская область — 1 декабря 1717, Орвието, Папская область) — итальянский куриальный кардинал и доктор обоих прав. Секретарь Священной Конгрегации Тридентского собора с 1 марта 1696 по 17 мая 1706. Асессор Верховной Священной Конгрегации Римской и Вселенской Инквизиции с 1 января 1700 по 11 декабря 1701. Секретарь Священной Конгрегации по делам епископов и монашествующих с 17 мая 1706 по 16 декабря 1715. Титулярный архиепископ Никеи с 7 июня 1706 по 16 декабря 1715. Епископ-архиепископ Орвието с 30 марта 1716 по 1 декабря 1717. Кардинал-священник с 16 декабря 1715, с титулом церкви Санта-Пуденциана с 5 февраля 1716 по 1 декабря 1717.